# Saint-Pierre-lès-Nemours
 Saint-Pierre-lès-Nemours  es una población y comuna francesa, en la región de Isla de Francia, departamento de Sena y Marne, en el distrito de Fontainebleau y cantón de Nemours.

## Demografía
| 3124 | 3298 | 3713 | 4777 | 5374 | 5815 |
| Para los censos de 1962 a 1999 la población legal corresponde a la población sin duplicidades (Fuente: INSEE [Consultar]) |      |      |      |      |      |